# Libor Osladil
Libor Osladil (* 2. října 1969) je bývalý český fotbalový obránce.

## Hráčská kariéra
V nejvyšší československé soutěži odehrál na podzim 1990 jedno utkání v dresu Prešova, aniž by skóroval. Ve druhé nejvyšší soutěži hrál za Znojmo a LeRK Brno. Ve třetí nejvyšší soutěži (později MSFL) hrál za Baník Ostrava „B“, Znojmo a ČSK Uherský Brod. Dostal se do nejlepší jedenáctky v historii znojemské kopané.

### Ligová bilance
| Ročník                                   | Zápasy | Góly | Minuty | Klub          |
| ---------------------------------------- | ------ | ---- | ------ | ------------- |
| 1. československá fotbalová liga 1990/91 | 1      | 0    | –      | Tatran Prešov |
| CELKEM 1. LIGA                           | 1      | 0    | –      |               |

## Trenérská kariéra
Začínal jako asistent ve Znojmě v druholigové sezoně 1992/93.